# Potamophilinus tuberculatus
Potamophilinus tuberculatus is een keversoort uit de familie beekkevers (Elmidae). De wetenschappelijke naam van de soort werd in 1935 gepubliceerd door Howard Everest Hinton.